# Insen
 (septembre 2012).
Albums de Alva Noto et Ryuichi Sakamoto
Vrioon
(2004) utp_
(2008)
Insen est un album issu de la collaboration entre Alva Noto (au traitement électronique) et Ryuichi Sakamoto (au piano), sorti le 20 mars 2005 sur le label Raster-Noton, deux ans après leur premier album en commun Vrioon (suivront le mini-album Revep en 2006, et les albums utp_ en 2008 et Summvs en 2011). Des titres de l'album seront interprétés par le duo en concert, filmé et édité en DVD en 2006 sous le titre homonyme Insen Live.

## Liste des titres
Toute la musique est composée par Alva Noto et Ryuichi Sakamoto.
| 1.    | Aurora     | 8:52 |
| 2.    | Morning    | 5:27 |
| 3.    | Logic Moon | 6:50 |
| 4.    | Moon       | 6:07 |
| 5.    | Berlin     | 6:17 |
| 6.    | Iano       | 6:53 |
| 7.    | Avaol      | 2:52 |
| 43:15 |            |      |